# 察罕殿齐·噶拉桑丹赞朋斯克
察罕殿齐·噶拉桑丹赞朋斯克（1748年—1777年）蒙古族，瑞应寺西南“索布日根高乐—特古斯朝克图”村（今阜新蒙古族自治县蜘蛛山乡大庙村）人，第三世察罕殿齐活佛。

## 生平
噶拉桑丹赞朋斯克的父亲叫诺木海，母亲叫苏嘎岱。噶拉桑丹赞朋斯克生于乾隆十三年十一月七日（1748年）。乾隆十八年七月初八（1753年），噶拉桑丹赞朋斯克被迎入瑞应寺坐床，正式成为察罕殿齐活佛。从7岁觐见乾隆帝开始，他一生共觐见清朝皇帝九次，赴西藏一次，获得“显神金法大清堪希呼图克图”封号。他修建瑞应寺显宗僧院和密宗僧院，扩建大雄宝殿。他一生严守佛教教规和戒律，认真研修佛法，弘传佛教，受到弟子爱戴。乾隆四十二年四月二十九日（1777年），30岁的噶拉桑丹赞朋斯克结莲花坐，面朝东方圆寂。